# Albansk utmaning
Albansk utmaning är en bok, ett resereportage från Albanien, som skrevs av Gun Kessle och Jan Myrdal 1970.
Boken är översatt till engelska (utgiven år 1976 och översatt av Paul Britten Austin) och heter Albania Defiant.

## Innehåll
1970 – Albanien är ett litet land med mäktiga fiender. I Moskva som i Washington säger man att Albanien utgör ett hot mot världsfreden. I Rom och Belgrad, i Aten och Sofia, överallt enas man om att fördöma Albanien.